# Burg Eketorp

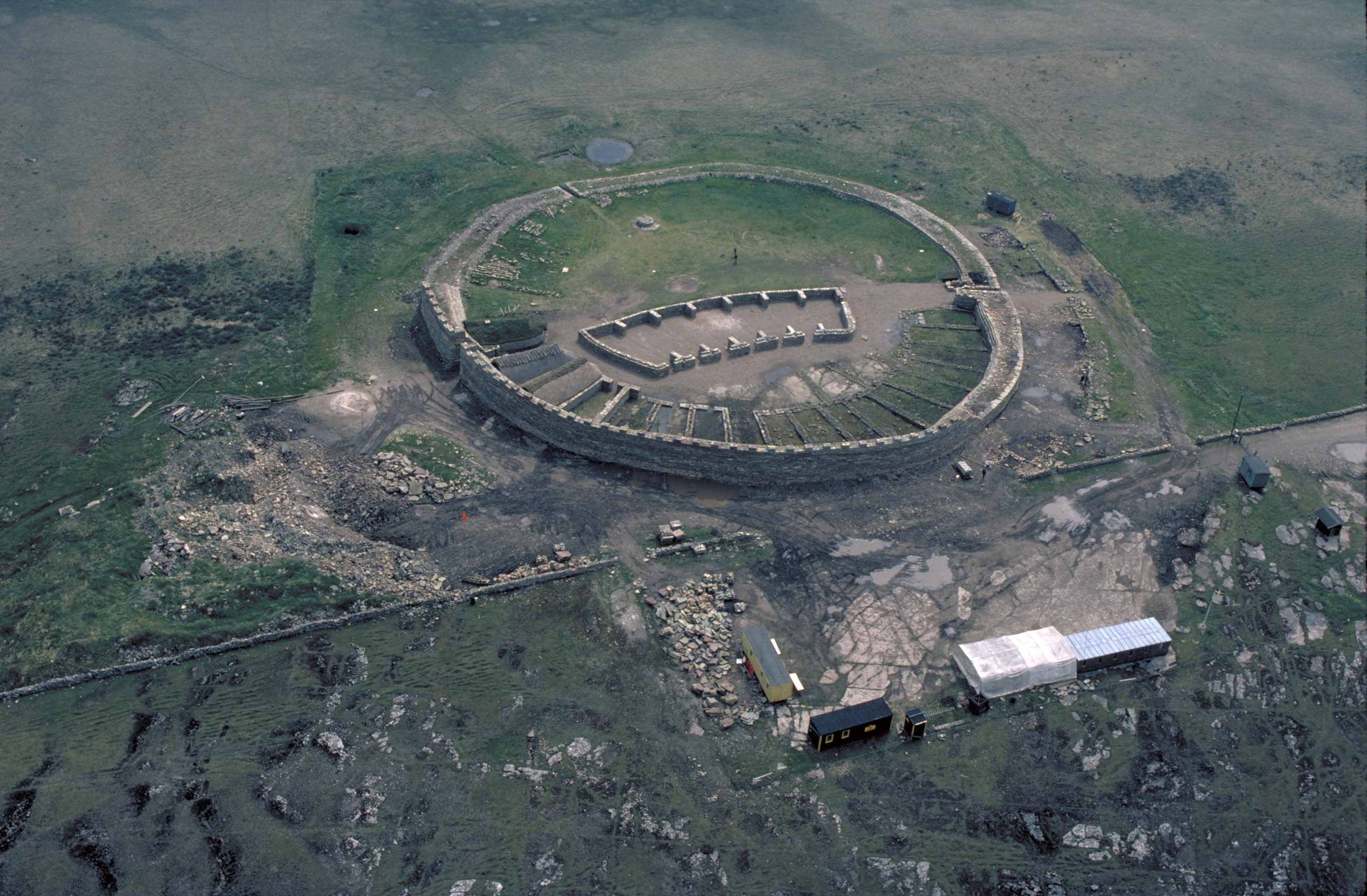
Burg Eketorp in den '70er

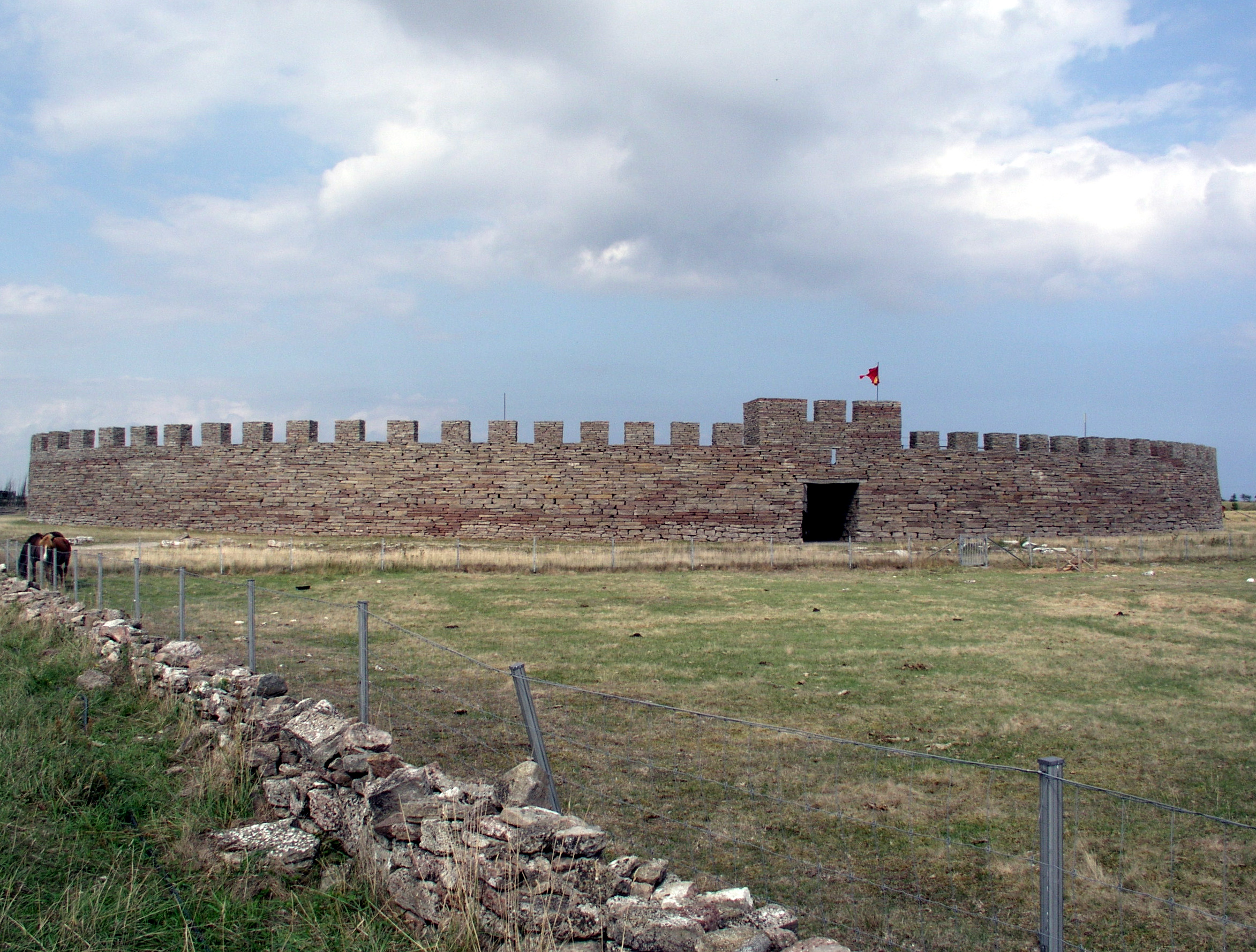
Burg Eketorp

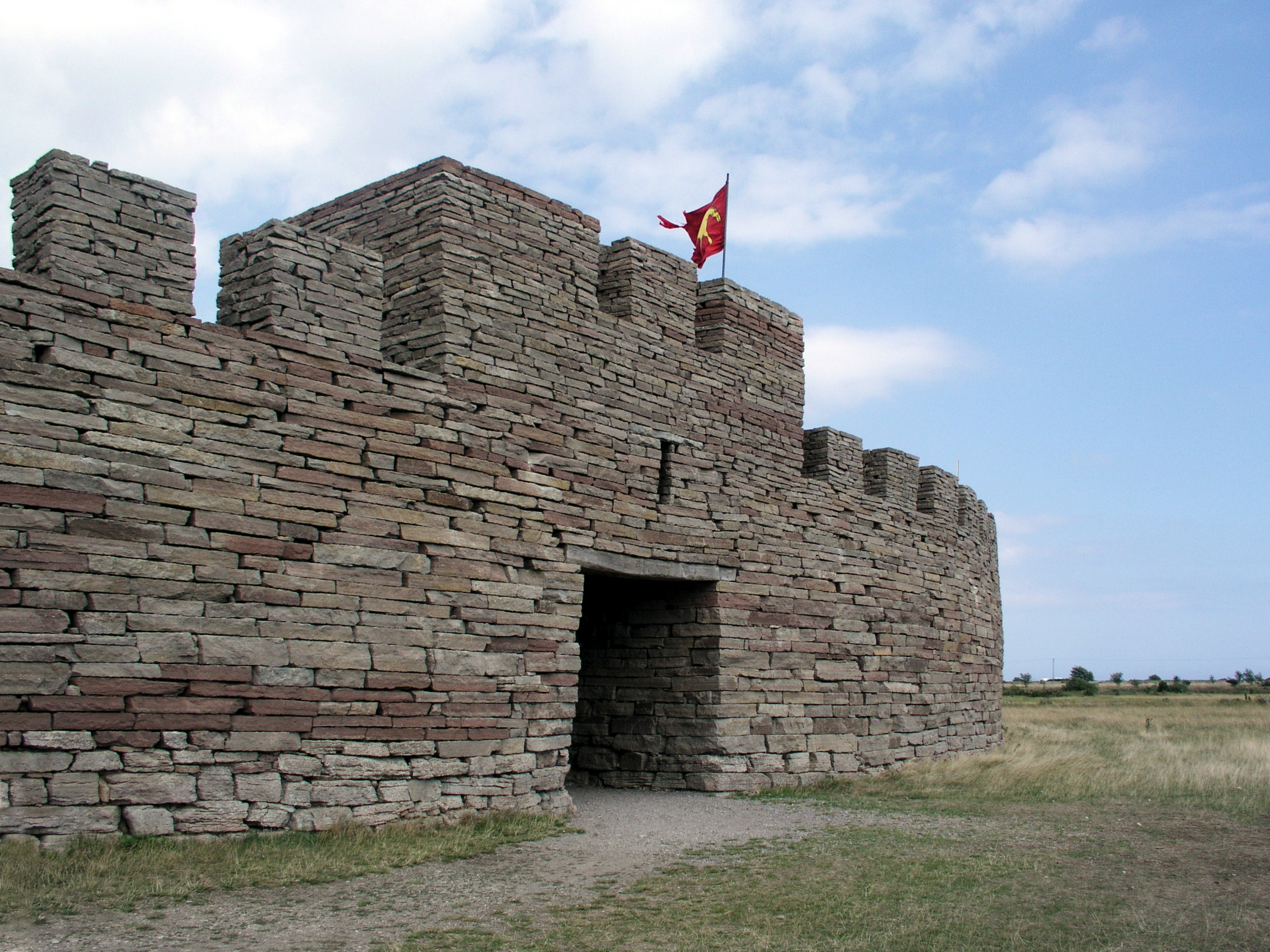
Eingangstor

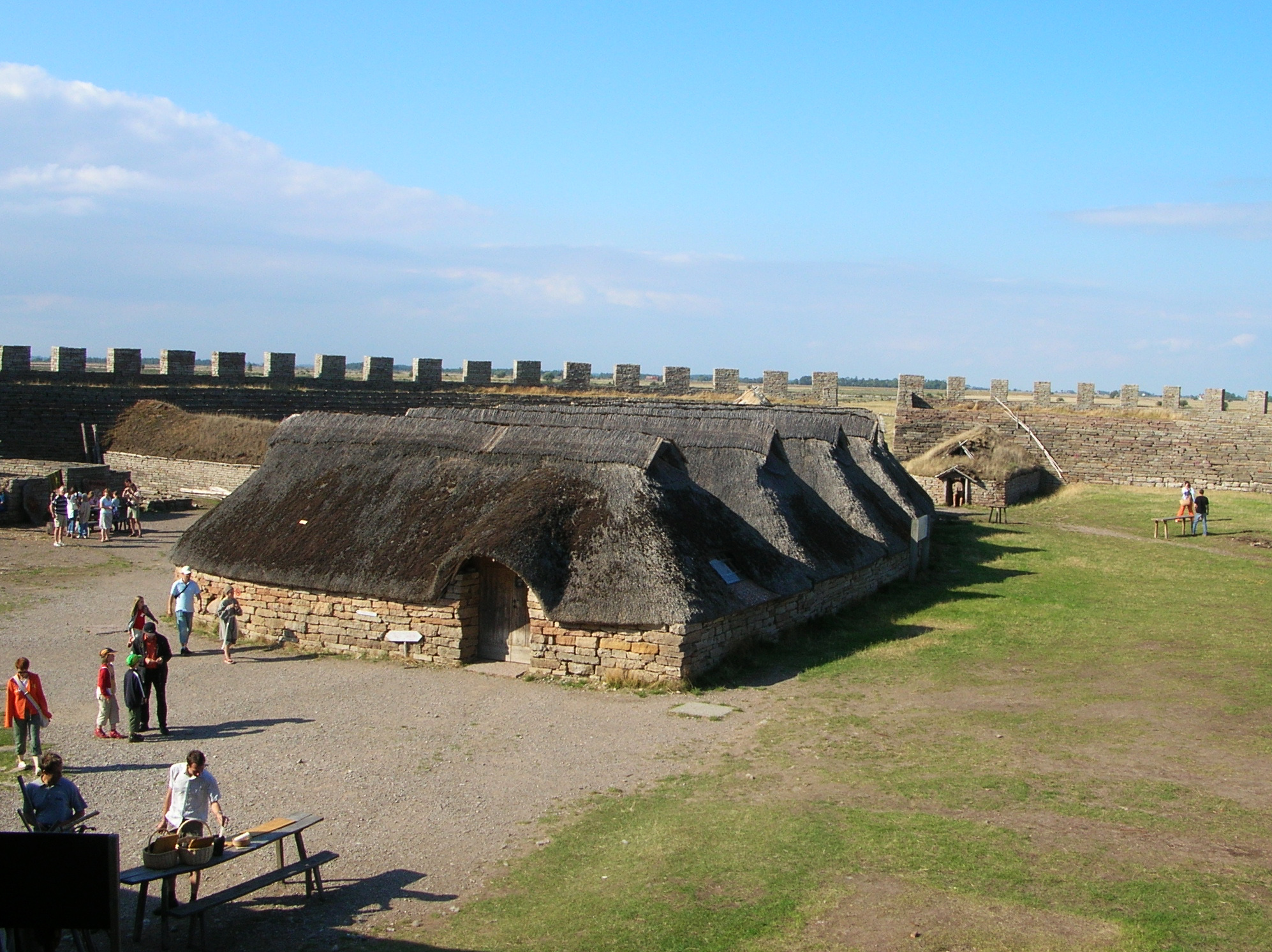
Innenhof

Die Burg Eketorp in der Stora Alvaret in Degerhamn auf der schwedischen Insel Öland ist eine wiederaufgebaute Fornborg (Wallburg, früh- bzw. vorgeschichtliche Ringwallanlage) auf den Fundamenten einer älteren Anlage.

## Geschichte
Die erste Burganlage in der unwirtlichen Gegend im Süden Ölands wurde in der Eisenzeit (etwa 300 n. Chr.) errichtet, bis ins 13. Jahrhundert in drei Phasen um- und ausgebaut und zur Zeit der Christianisierung aufgegeben.
Die Burg des 4. Jahrhunderts war eine runde Anlage mit einem Durchmesser von etwa 57 Metern, von der im Wesentlichen die Ringmauer und die radiale Innenbebauung gesichert sind. Im 5. Jahrhundert wurde sie abgerissen und um das alte Zentrum eine neue Ringmauer mit einem Durchmesser von etwa 80 Meter errichtet. Es gab innerhalb der Ringmauer etwa 50 Zellen, die teils an der Innenseite der Mauer, später auch im Zentrum, standen (Bild).
Ende des 7. Jahrhunderts wurde die zweite Anlage aufgegeben und blieb etwa 300 Jahre ungenutzt. Im 11. Jahrhundert wurde die Ringmauer wieder aufgebaut, die steinerne Innenbebauung jedoch durch Holzhäuser ersetzt. Dafür gab es einen zweiten äußeren Ringmauersektor, durch den, gegen den Uhrzeigersinn gerichtet, also militärisch unsinnig, der Zugang zur Anlage geregelt wurde. Die einst dreitorige Anlage wurde zu dieser Zeit auf einen Zugang beschränkt. Es gibt 15, vermutlich sogar weitere 18, solcher Anlagen auf Öland.
Die Ringmauer und die mit Zinnen versehene Brustwehr wurden nach der Art der zweiten Siedlung wiederaufgebaut. Die Innenbebauung besteht aus Steinhäusern der zweiten und Holzhäusern der dritten Nutzungsphase. Im Museum innerhalb der rekonstruierten Häuser der Anlage wird eine Auswahl der 26.000 bei den Ausgrabungen gemachten Funde gezeigt.
Die Einordnung der Burg Eketorp als Fluchtburg ist umstritten.

## Rekonstruktion
Das große archäologische Rekonstruktionsprojekt der Ringburg begann unter dem Namen Eketorp Rediviva im Jahr 1978. Seine Initiatoren und Befürworter wie Bengt Edgren von der nationalen Altertumsbehörde vertreten die Ansicht, auf diese Art könne das archäologische Erbe erlebbar gemacht werden, Kritiker sehen solche Vorhaben als eine Art Disneyland. Im Rahmen von Eketorp Rediviva sollten alle drei Phasen der Befestigungsanlage gezeigt werden, bis heute wurden allerdings nur die Arbeiten an Eketorp I und Eketorp II fertiggestellt. Das Rekonstruktionsvorhaben gilt als touristisch sehr erfolgreich, bleibt allerdings wissenschaftlich umstritten.